# Fantasy Town
Fantasy Town est un jeu vidéo de gestion et social publié et édité par Gameloft. Il est destiné aux plateformes mobiles Android et iOS.

## Gameplay
Fantasy Town est le premier jeu Gameloft conçu pour les filles, le but est de créer un monde féerique en faisant pousser des plantes magiques, en construisant des villages et en explorant. Les possibilités de jeu sont illimitées.  
Les ''Pièces'' et ''Rubis'' sont obtenables en jouant, ils permettent d’acheter des bâtiments, d'autres items ou décorations.   